# Julius Hubert Hillebrand
Julius Hubert Hillebrand (* 10. März 1819 in Heidelberg; † 29. März 1868 in Freiburg im Breisgau) war ein deutscher Rechtswissenschaftler und Hochschullehrer.

## Leben
Hillebrand stammte aus einem Professorenhaushalt. Sein Vater Joseph Hillebrand war an der Universität Heidelberg Professor der Philosophie, sein Bruder Karl Hillebrand ein Essayist. Er studierte nach dem Schulbesuch an den Universitäten von Gießen und Berlin und promovierte zum Dr. jur. 1844 erfolgte mit der Schrift Ueber die gänzliche und theilweise Entziehung der bürgerlichen Ehre nach den deutschen Rechtsbüchern des Mittelalters an der Universität in Gießen die Habilitation. 1850 übersiedelte er als Privatdozent in die Schweiz. Dort lehrte er an der Universität Zürich, an der er 1851 zum außerordentlichen Professor ernannt wurde. 1860 wurde er dort schließlich ordentlicher Professor der Rechte. Von 1864 bis 1866 war er zudem Dekan der Staatswissenschaftlichen Fakultät der Universität.
Hillebrand legte in Zürich 1866 aus gesundheitlichen Gründen alle Ämter nieder und ging nach Freiburg im Breisgau. Am 14. September 1866 wurde er an der Freiburger Universität zum Honorarprofessor ernannt und nahm im Wintersemester 1866/67 mit einer Vorlesung zum deutschen Privatrecht seine Lehrtätigkeit auf. 1868 schlug die juristische Fakultät ihn für die Besetzung der Professur für deutsches Recht, Kirchenrecht und juristische Enzyklopädie vor, allerdings zog sie diesen Vorschlag nach einer Verschlechterung seines Gesundheitszustandes wieder zurück. Kurz darauf verstarb Hillebrand an einem Brustleiden.

## Veröffentlichungen (Auswahl)
- Ueber die gänzliche und theilweise Entziehung der bürgerlichen Ehre nach den deutschen Rechtsbüchern des Mittelalters, Lichtenberger, Gießen 1844.
- Lehrbuch des heutigen gemeinen deutschen Privatrechts, Fleischer, Leipzig 1849.
- Lehrbuch der deutschen Staats- und Rechtsgeschichte, Fleischer, Leipzig 1856.
- Deutsche Rechtssprichwörte, Meyer & Zeller, Zürich 1858.